# Castell-Palau dels Urrea
El Castell-Palau dels Urrea, és conegut com a Palau dels Ducs d'Híxar. Aquest es troba a la localitat valenciana de Llucena (l'Alcalatén). Fou residència dels barons d'Urrea, i posteriorment ho fou dels ducs d'Híxar. D'origen àrab però modificat per a destinar-lo a casa - palau dels Urrea primer i dels Híjar després. Va ser parcialment destruït pels atacs carlins i reformat en 1876 per a fer-lo servir de presó. Actualment alberga el Museu Etnològic.
està catalogat com a Bé d'Interés Cultural, malgrat no presentar ni expedient ni inscripció, però sí que en té codi d'identificació:12.04.072-002